# Luciana Angiolillo
Luciana Angiolillo (22 de diciembre de 1925 – 30 de noviembre de 2014) fue una actriz y modelo italiana, conocida por su carrera en películas clásicas de péplum.

## Vida y carrera
Nacida como Luciana Nevi en Roma, Angiolillo comenzó su carrera como modelo de pasarela. Debutó en el cine gracias a la amistad con Ennio Flaiano, quien la recomendó al director Luciano Emmer para el papel de una dama de la alta sociedad en Camilla. A partir de entonces, apareció en varias películas, a menudo en papeles estereotipados de damas burguesas snobs. Poco a poco relegada a papeles secundarios, Angiolillo acabó dedicándose a la dirección de una casa de moda de su propiedad.
Angiolillo falleció el 30 de noviembre de 2014.

## Filmografía seleccionada
- Camilla (1954)
- A Woman Alone (1956)
- Primo amore (1959)
- Wild Cats on the Beach (1959)
- Colossus and the Amazon Queen (1960)
- La ragazza con la valigia (1961)
- La conquista de la Atlántida (1961)
- The Trojan Horse (1961)
- Il sorpasso (1962)
- Alone Against Rome (1962)
- Love and Marriage (1964)
- Berlin, Appointment for the Spies (1965)
- Countdown to Doomsday (1966)
- Grand Slam (1967)
- The Wild Eye (1967)